# Narvik Station
Narvik Station (Narvik stasjon) er en jernbanestation på Nordlandsbanen, der ligger i byen Narvik i Norge. Stationen består af flere spor, to perroner og en toetages stationsbygning med turistkontor, ventesal og toilet. Vest for stationen ligger LKAB's malmbanegård og en 3,7 km lang havnebane til Fagernes godsterminal. Byens rutebilstation ligger ca. 1,5 km fra stationen.
Stationen er endestation for Ofotbanen, den norske del af Malmbanan fra Kiruna og Luleå i Sverige. Ofotbanen har ingen forbindelse med det øvrige norske jernbanenet. I stedet varetages persontrafikken af svenske SJ med enkelte daglige persontog fra Kiruna og Luleå og nattog fra Stockholm. Godstrafikken domineres af de mange store tog med malm fra minerne i Kiruna til udskibning i Narvik.
Stationen blev åbnet sammen med banen 15. november 1902. Den første stationsbygning blev opført til åbningen efter tegninger af Paul Due. Den blev revet ned i 1951, da den nuværende bygning blev opført efter tegninger af Trygve Romsloe og Håkon Nodt.
I området mellem stationen og malmbanegården ligger der et værksted og en remise. Remisen blev opført i 1903 efter tegninger af Paul Armin Due og er i dag den eneste bygning her fra banens åbning, der stadig findes. Remisen er opført i mursten med skiferdækker sadeltag og rummer to spor. Den indgår i et kompleks sammen med to nyere remiser, der ligger forskudt i forhold til den gamle og hinanden. Den gamle remise blev fredet i 2002 for at bevare en arkitektonisk, bygningshistorisk og jernbanehistorisk værdifuld bygning fra banens åbning.